# Kapelle zum heiligen Kreuz (Stolberg)

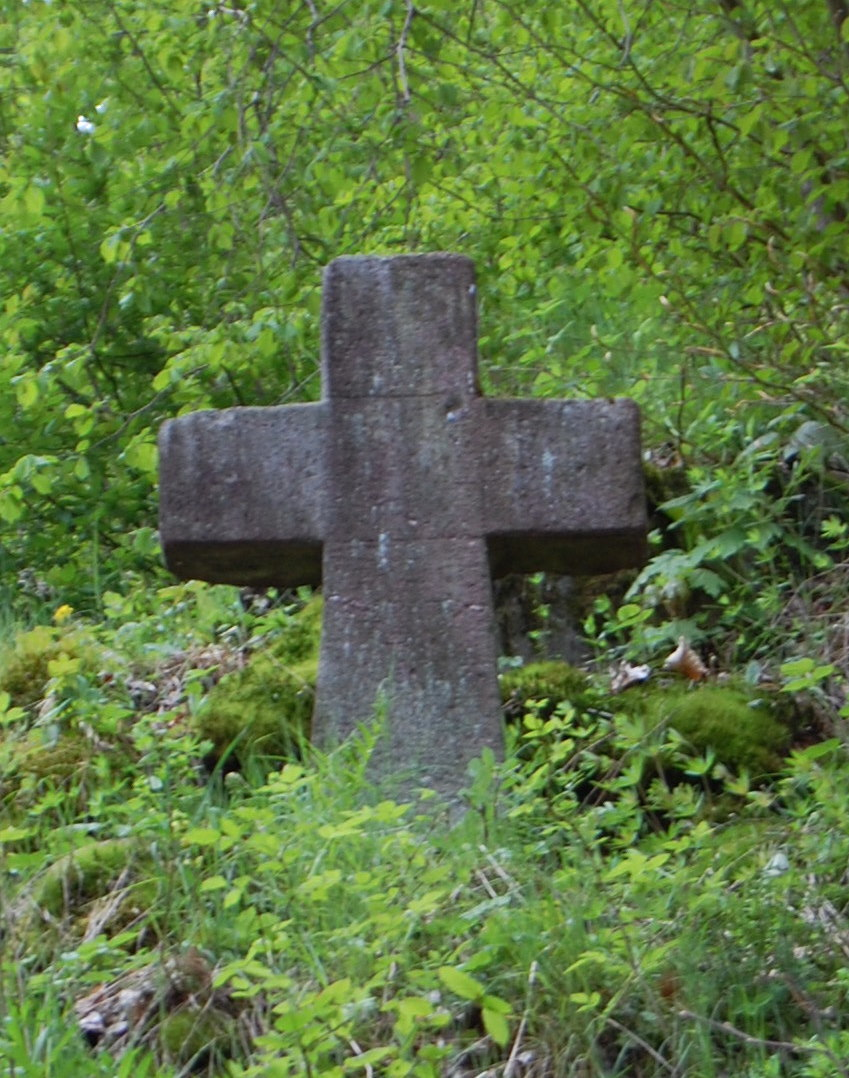
Sandsteinkreuz zur Erinnerung an die Kapelle

Die Kapelle zum heiligen Kreuz war eine Kapelle in Stolberg (Harz) im heutigen Sachsen-Anhalt.
Die Kapelle befand sich am westlichen Ortsausgang Stolbergs vor dem Rittertor im Tal der Lude. Etwas nördlich des ehemaligen Standortes befindet sich das Chalet Waldfrieden. Die Kapelle bestand bis 1818. Unterhalb der Kapelle befand sich ein Friedhof, der jedoch bereits im Mittelalter aufgegeben worden war. Zur Erinnerung an die Kapelle wurde auf dem Hang ein aus Sandstein gefertigtes, heute denkmalgeschütztes Kreuz aufgestellt.